# 2007年6月體育
| 2007年體育： | ← \| 1月 \| 2月 \| 3月 \| 4月 \| 5月 \| 6月 \| 7月 \| 8月 \| 9月 \| 10月 \| 11月 \| 12月 \| → |
|              |                                                                                               |

## 6月17日
- 西甲煞科戰中，縱然巴塞隆拿以4:1大勝，但同時作戰的皇家馬德里由於以3:1戰勝，故成為從奪闊別4年的聯賽錦標。

## 6月13日
- 中超球會上海申花於A3聯賽的煞科戰中以3:1擊敗日本的後奪得冠軍，是為中國球會的首個A3聯賽錦標。

## 6月12日
- 效力南華14個球季的歐偉倫因拒絕球會減薪五成的要求而結束20年的職業球員生涯。